# Lego Castle

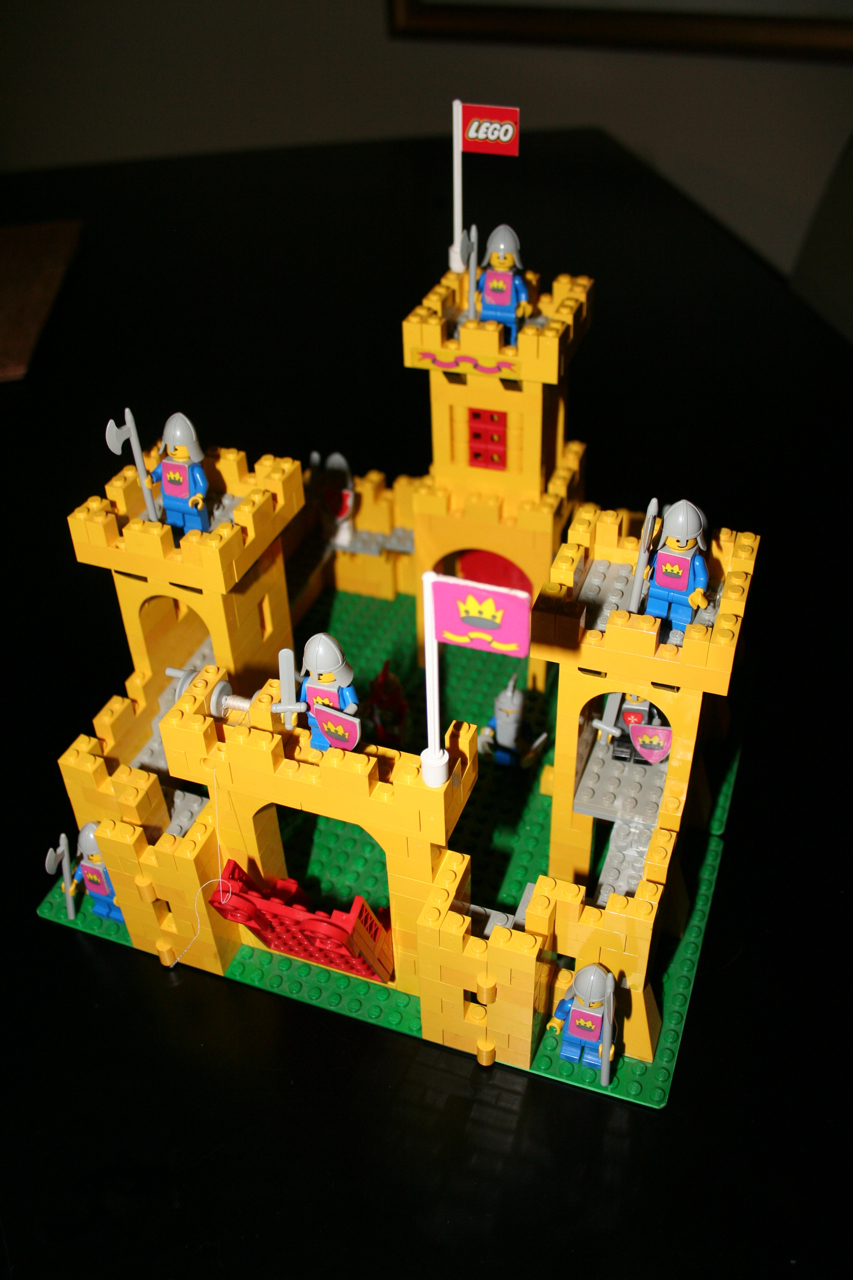
Jedna ze stavebnic skupiny Lego Castle

Lego Castle je jedna ze speciálních sérií stavebnice Lego. Z Lego Castle je možné postavit hrady (castle = hrad), nechybí ani bojovníci. V Lego Castle tedy probíhá nekonečný boj dobra se zlem, který se odehrává v lego krajině. Od roku 2009 se také vyrábí kromě Lego Castle také jeho varianta Lego Kingdoms, ve které jsou jen dobří a zlí rytíři.
Figurky: 
- dobro – rytíři, trpaslíci, král
- zlo – trollové, kostlivci, draci